# Pałac Królewski w Łobzowie
Pałac Królewski w Łobzowie – zabytkowy pałac z XVI w. zlokalizowany w Krakowie przy ul. Podchorążych 1 (dawne przedmieście Krakowa), będący częścią zespołu pałacowo-parkowego w Łobzowie, stanowiącego niegdyś własność królewską.

## Historia

### Gotycki Zamek Królewski w XIV–XVI wieku
Historia tej królewskiej rezydencji zaczyna się w XIV wieku za panowania Kazimierza Wielkiego. Wówczas przy trakcie handlowym, który wiódł z Krakowa na Śląsk wzniesiono murowany budynek o charakterze wieży mieszkalno-obronnej, zwany w źródłach fortalicium, którego relikty do dzisiaj tkwią w murach pałacu. Drewniany gotycki zameczek z wieżą (castellum) wybudowany został w 1357 (lub 1367) przez Kazimierza Wielkiego i pełnił funkcję letniej rezydencji królewskiej. Według legendy zamieszkiwały tam kochanki Kazimierza Wielkiego, w tym piękna Esterka, z którą według Jana Długosza miał dwóch synów, Niemierzę i Pełkę, a także córki.

### Renesansowa willa królowej Bony w 1. poł. XVI wieku
W czasach Zygmunta I Starego i Bony Sforzy dawną wieżę kazimierzowską przekształcono w letnią rezydencję renesansową w typie suburbana. Otaczały ją wówczas inne zabudowania, składające się na okazałe założenie. Były to: dom mieszkalny położony w sadzie, łaźnia, wozownia, stajnie, piekarnia oraz spichlerz. W bezpośrednim sąsiedztwie ogrodzonej rezydencji znajdował się zwierzyniec, gdzie trzymane były m.in. niedźwiedzie. 

### Manierystyczny Pałac Królewski w XVI–XVII wieku
Czasy Anny Jagiellonki i Stefana Batorego przyniosły kolejne zmiany w architekturze i funkcji rezydencji. Na zlecenie królewskie Santi Gucci w nowe założenie wkomponował pozostałości dawnej wieży mieszkalno-obronnej, od zachodu wzniósł piętrowy pałac z kamiennymi szczytami oraz połączył obie części otwartymi do wewnątrz galeriami. Gucci powiązał tradycyjne założenie dziedzińcowe z kreacją nowożytną, w której głównym elementem stał się jednoskrzydłowy, symetrycznie rozwiązany, reprezentacyjny pałac, natomiast dziedziniec arkadowy pełnił zasadniczo funkcję dekoracyjną. W tym samym czasie przypałacowy ogród przybrał formę włoską z charakterystyczną geometryzacją przestrzeni względem budynku mieszkalnego i osi widokowych. Założenie oparto na planie regularnego czworoboku podzielonego krzyżującymi się alejami. Pałac i ogród otoczono parkanem, poza którym znalazły się zabudowania mieszkalne dla służby i gospodarcze. W czasie bezkrólewia po śmierci Stefana Batorego nad dokończeniem inwestycji czuwała Anna Jagiellonka. To właśnie jej staraniem w latach 1588–1589 w bezpośrednim sąsiedztwie pałacu królewskiego wzniesiono nowy dom folwarczny.

### Barokowy Pałac Królewski w XVII–XVIII wieku
Kolejne przemiany rezydencji nastąpiły za panowania Zygmunta III. Na początku XVII wieku Giovanni Trevano dobudował od strony południowej do gucciowskiego pałacu nowe, piętrowe skrzydło o symetrycznej fasadzie z niewielkim ryzalitem, gdzie ulokowano bramę przejazdową. Wówczas wprowadzono także surowe elewacje, dla których przeciwwagą stał się bogaty kamienny detal architektoniczny, w tym portal z rustykowaną arkadą. Całość przyziemia opasywał kamienny cokół, kondygnacje rozdzielał gzyms, a okna zdobiły kamienne obramienia. Zapewne w podobnym duchu przekształcono dwie pozostałe elewacje. Wnętrza nowego skrzydła, które przejęło funkcje reprezentacyjne, otrzymały bogate wyposażenie. Znalazły się tam wzorowane na wawelskich portale z herbami Wazów, marmurowe posadzki, kominki i piece. Wielce prawdopodobne, że przynajmniej w tym skrzydle wykonano dekoracyjne stropy ramowe. Sklepienie kaplicy znajdującej się w południowo-wschodnim narożniku pałacu ozdobiły sztukaterie. Ich autora należy wiązać ze środowiskiem pracującym wówczas przy dekoracji Kaplicy Królewskiej na Wawelu. Dnia 4 grudnia 1605 na polach przed rezydencją odbyła się uroczystość powitania Konstancji Habsburżanki. Dnia 20 stycznia 1633 z Warszawy przywieziono do pałacu trumny z ciałami Zygmunta III i jego żony, które były wystawione w tym miejscu do wieczora dnia 3 lutego. W latach 1642–1645 budowlę odrestaurowano staraniem Władysława IV. Dnia 15 lipca 1646 para królewska wyruszyła z Łobzowa na Wawel, gdzie odbyła się koronacja Ludwiki Marii Gonzagi. Kres świetności rezydencji przyniósł Potop szwedzki. 
W okresie panowania Jana III Sobieskiego (1674–1696) pałac został wyremontowany. Podczas wojny z Turcją w pałacu zamieszkała królowa Maria Kazimiera z dziećmi. Po powrocie król świętował zwycięstwo w Łobzowie, nie zaś na Wawelu. W pałacu wystawiano trofea wojenne.
W XVIII wieku rezydencja królewska w Łobzowie podupadła, głównie ze względu na brak zainteresowania nią ze strony królów z dynastii Wettynów.

### Losy rezydencji w XIX i XX wieku
Za czasów zaborów losy pałacu były różne. Austriacy początkowo oddali posiadłość w wieczystą dzierżawę niejakiemu Beniszowi w zamian za zobowiązanie się do utrzymywania pałacu i ogrodu w stanie jego świetności. Gdy jego spadkobiercy nie wywiązali się z nałożonego zadania, Austriacy wykupili Łobzów z wieczystej dzierżawy przeznaczając go na Szkołę Kadetów (tzw. C.K. Instytut Kadetów). Po 1918 ulokowano tu Szkołę Podchorążych.

### Współczesność (XXI wiek)
Po II wojnie światowej posiadłość przekazano Politechnice Krakowskiej. Część parku dworskiego została wykarczowana pod budowę stadionu WKS Wawel otwartego w 1953 r. Obecnie gmach pałacu nadal należy do Politechniki; mieści się w nim Wydział Architektury oraz Wydział Inżynierii Materiałowej i Fizyki (kiedyś Wydział Fizyki, Matematyki i Informatyki). Pałac wpisano do rejestru zabytków 18 listopada 1983 r. pod pozycjami A-127 i A-645 jako "założenie pałacowo-parkowe na Łobzowie". Miłośnicy zabytków oraz historycy sztuki postulują odrestaurowanie pałacu, który niegdyś był określany mianem drugiego Wersalu. Uwzględniając jego lokalizację w obecnym centrum Krakowa, niewątpliwie byłby ogromną atrakcją turystyczną, tym bardziej, że odtworzenia wymagałby tylko ogród, zaś pałac jedynie rewitalizacji.

## Galeria

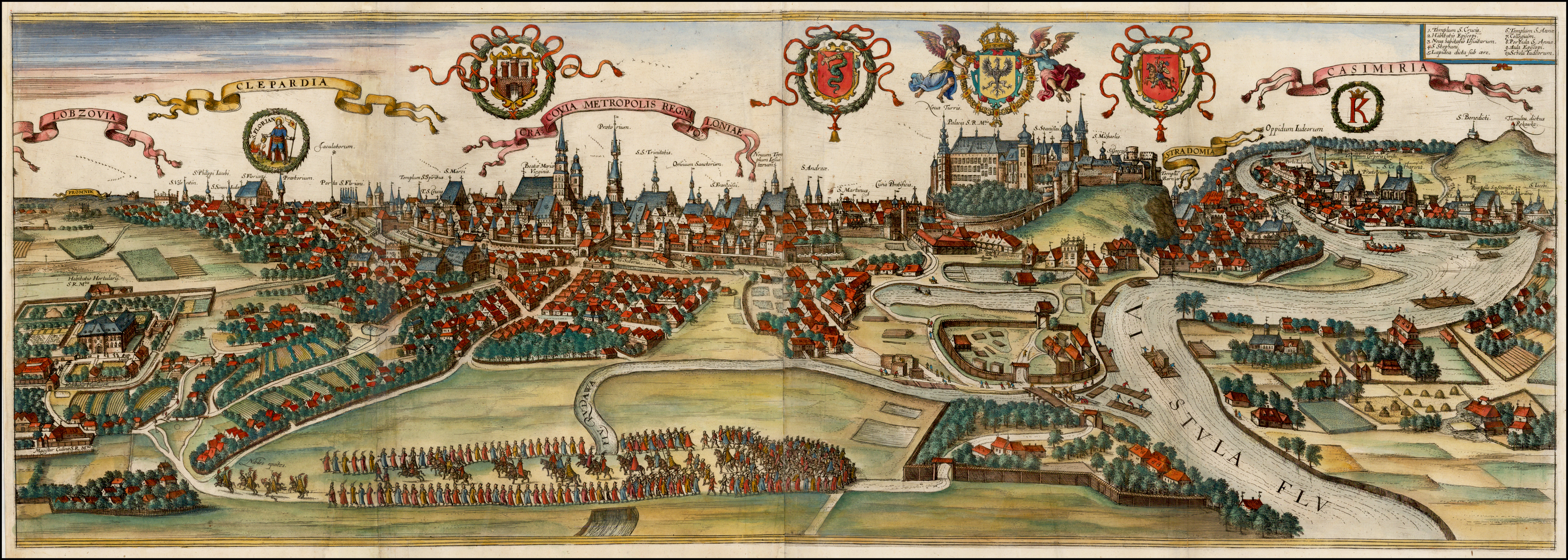
Szczegółowa panorama Krakowa z ok. 1603/1605 zamieszczona w dziele G. Brauna i F. Hogenberga "Civitates orbis terrarum", wydanego w Kolonii najpóźniej w 1617, zatytułowana Cracovia Metropolis Regni Poloniae (tł. Kraków Metropolia Królestwa Polskiego). U dołu widać orszak królewski zmierzający do Łobzowa (łac. Lobzovia)
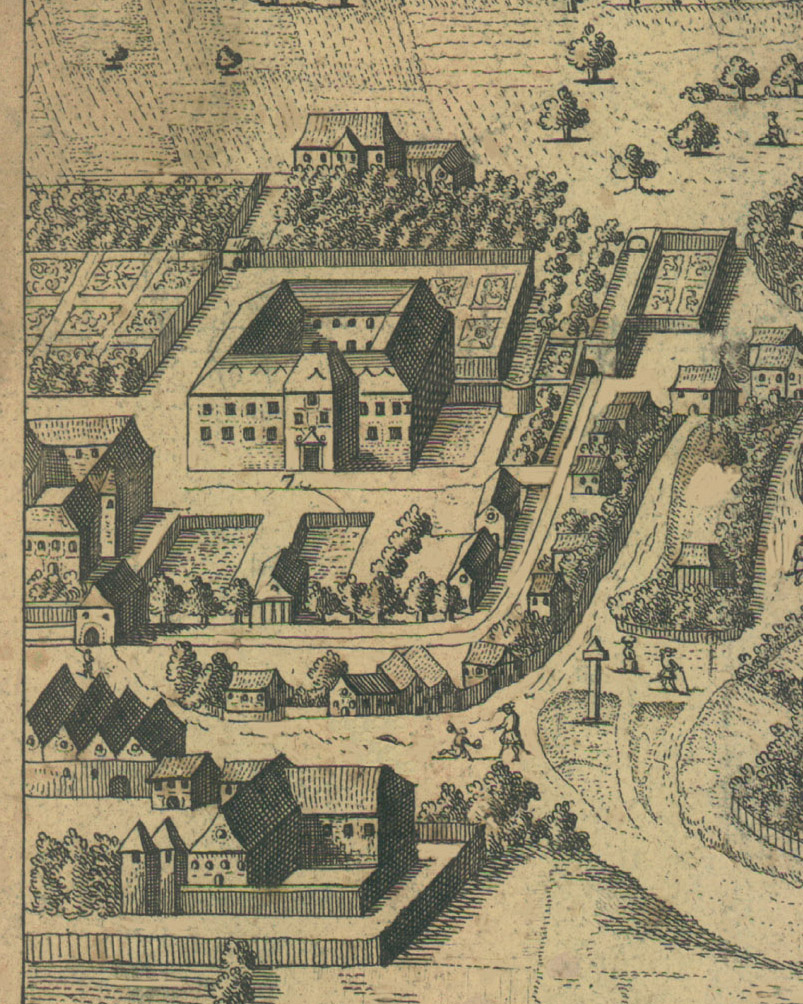
Fragment wydanej w Paryżu w I poł. XVII w., panoramy Krakowa nieznanego autora, replika widoku Matthäusa Meriana z 1619 roku. Na tym fragmencie widoczny zespół folwarczny w Łobzowie z Pałacem królewskim
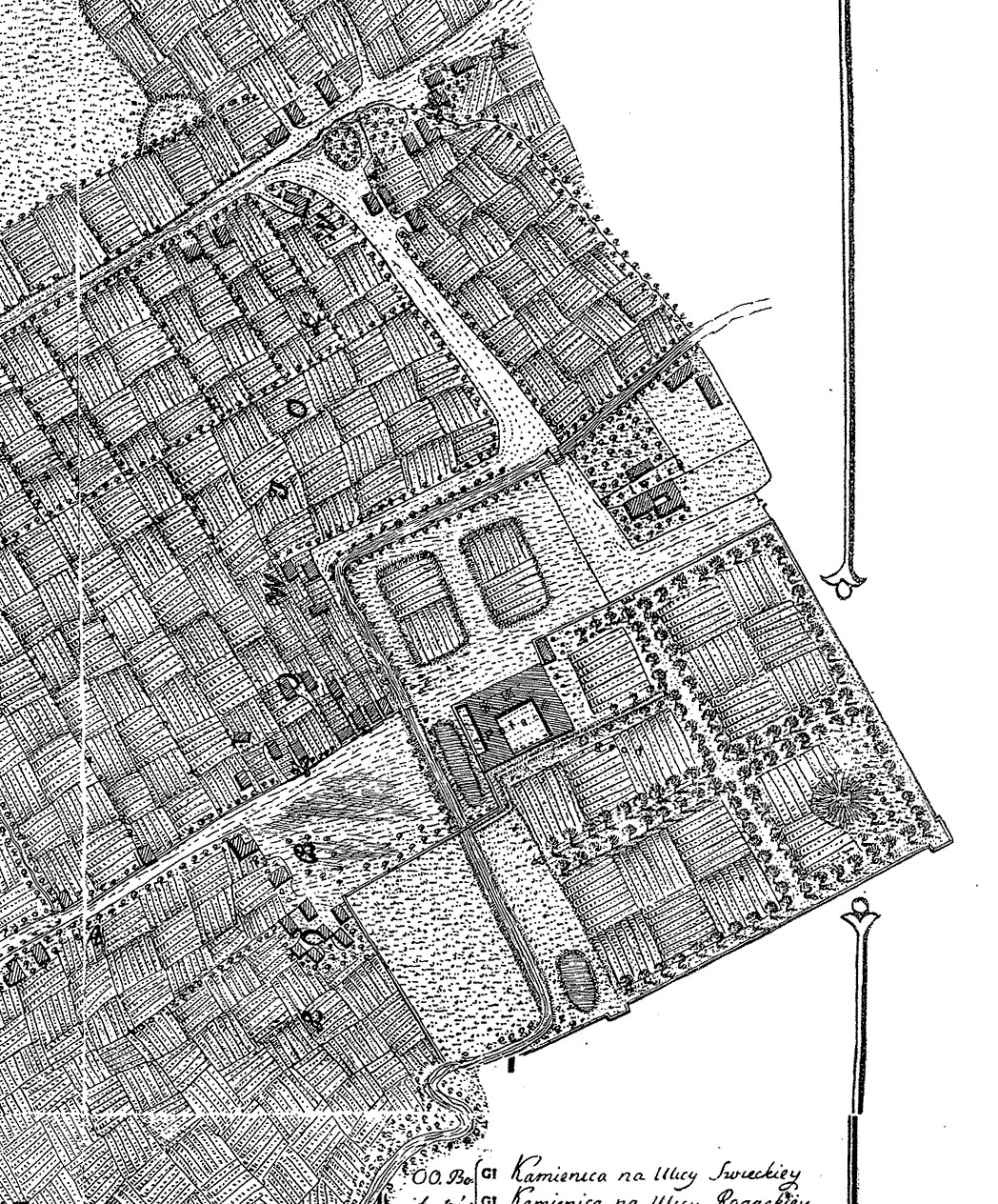
Fragment Planu Kołłątajowskiego z 1785, z zarysem budynków folwarku łobzowskiego
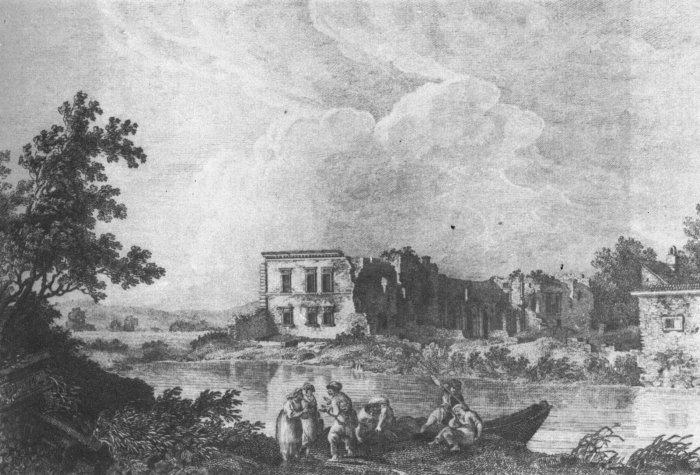
A.Vogel, "Ruiny pałacu królewskiego w Łobzowie" – od północnego wschodu, 1806
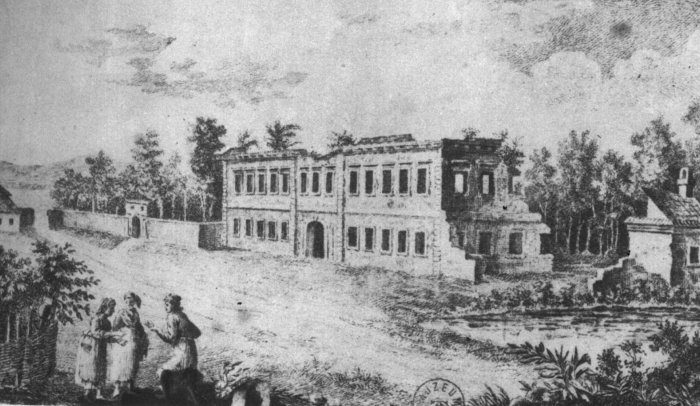
Michał Stachowicz (1768–1825), "Ruiny pałacu królewskiego w Łobzowie" – od południowego wschodu 1820
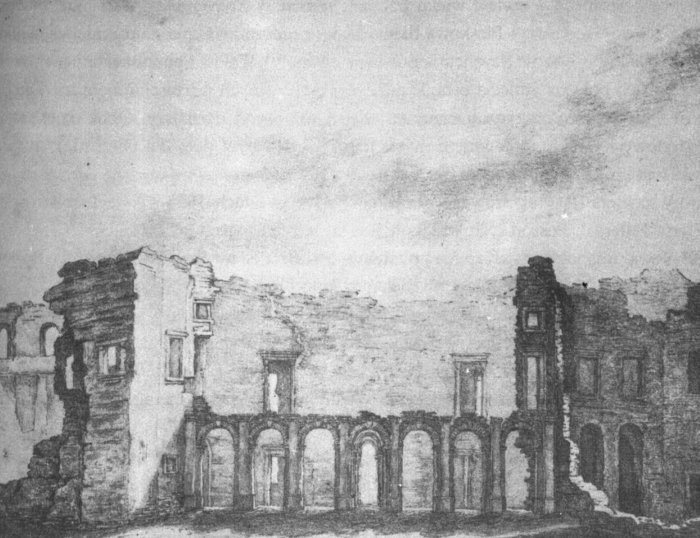
Antoni Lange (1774–1842), "Ruiny pałacu królewskiego w Łobzowie" – od północy 1825–1827
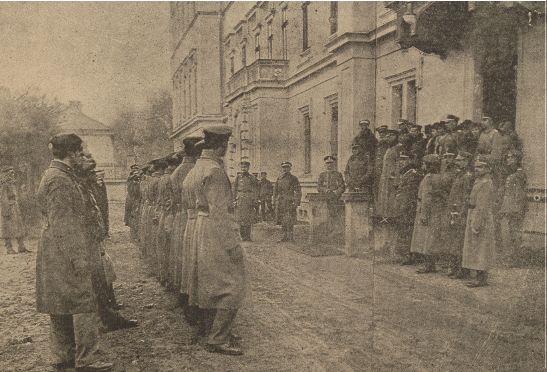
Przejęcie Szkoły Kadetów w Pałacu Łobzowskim przez polskie oddziały X–XI 1918
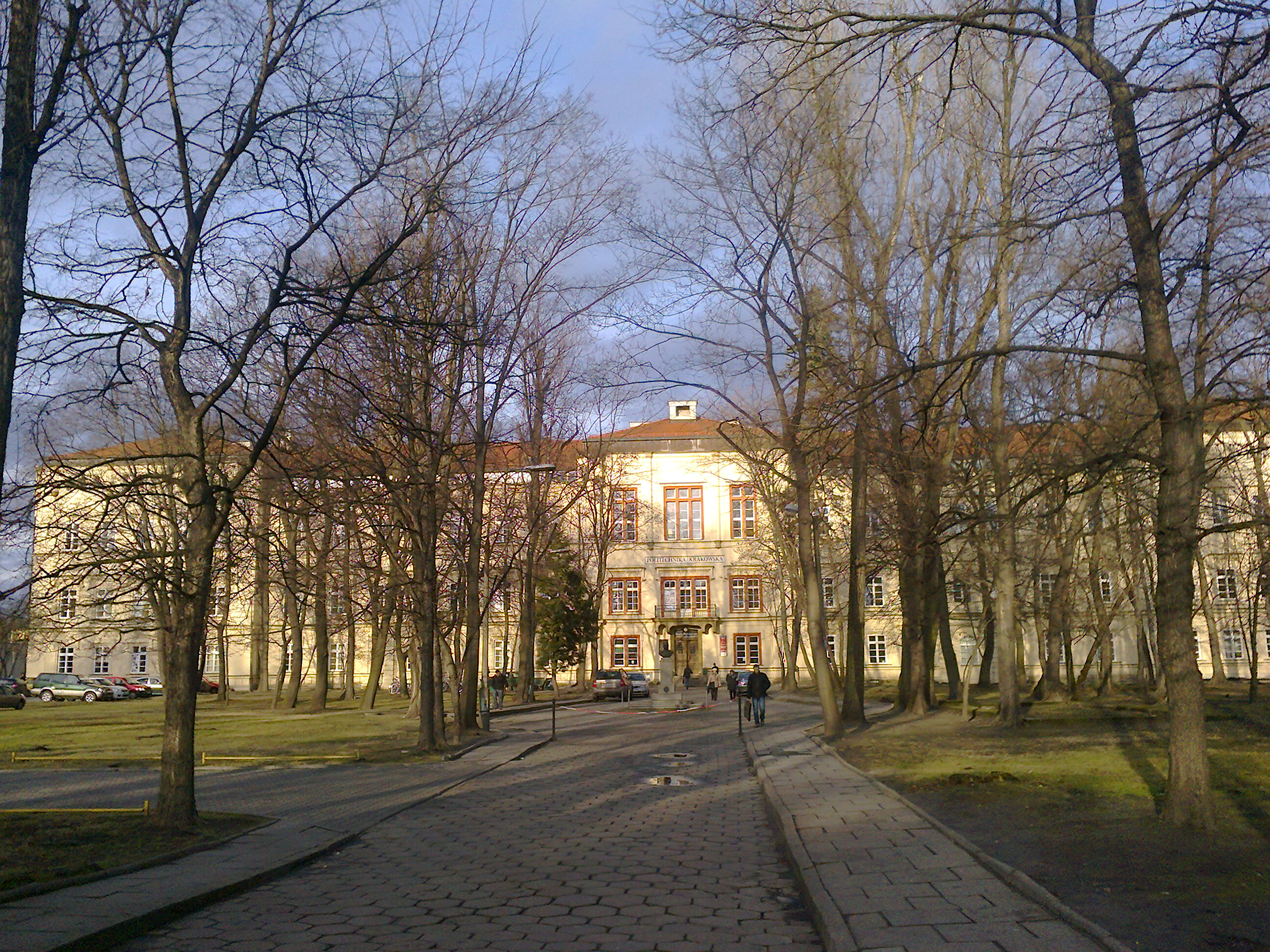
Pałac w Łobzowie współcześnie (2012)
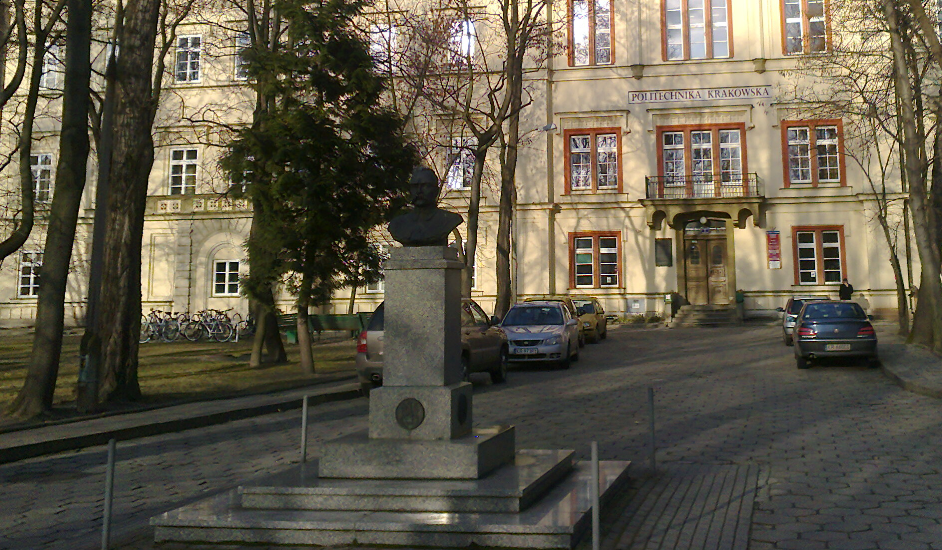
Pałac w Łobzowie, obecnie Politechnika Krakowska
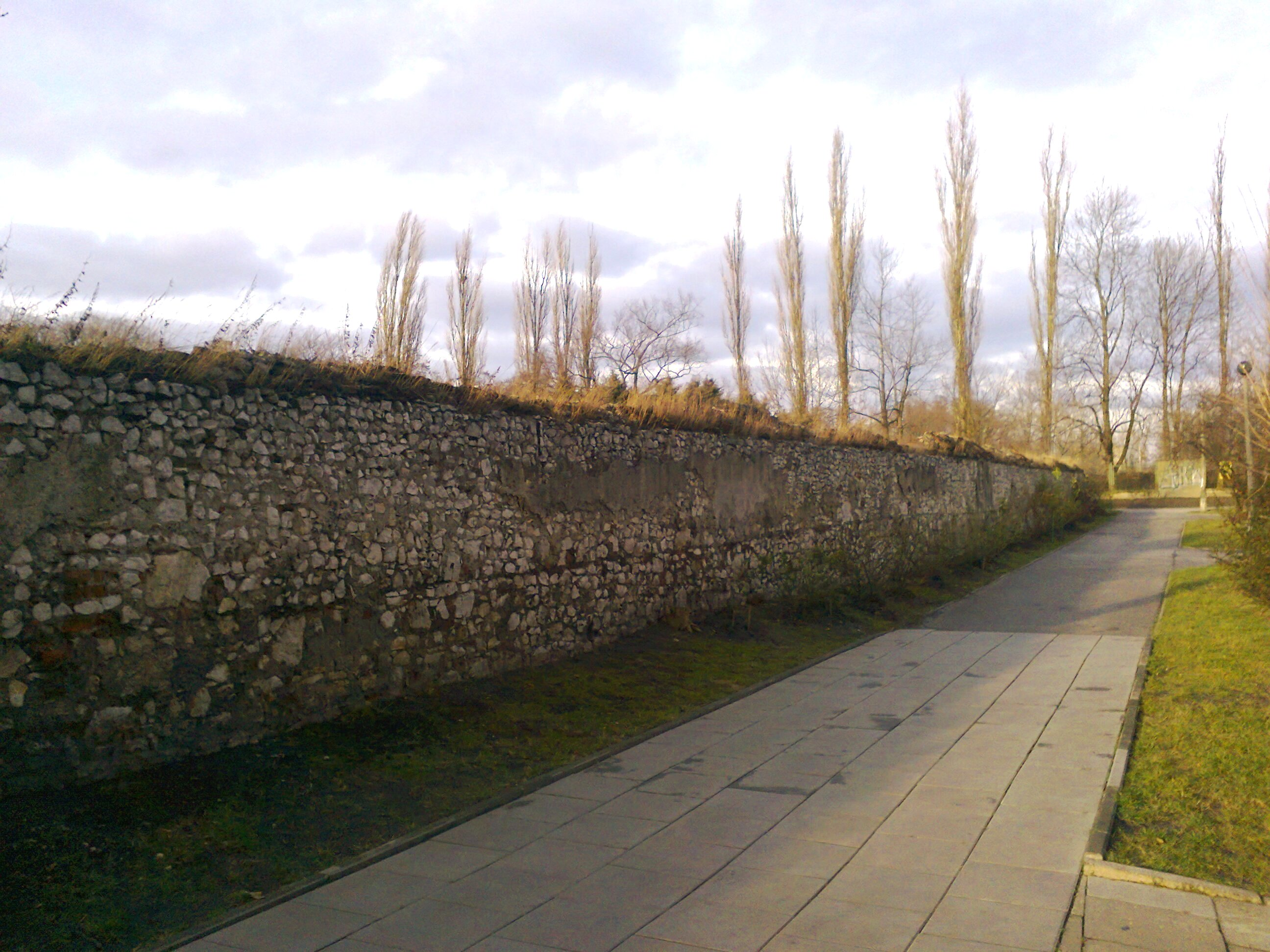
Mur (koniec XVI w.) Pałacu Łobzowskiego od strony ul. Zakątek